# Trigonisca maya
Trigonisca maya (лат.) — вид безжальных пчёл из трибы Meliponini семейства Apidae.

## Распространение
Неотропика: Мексика (Quintana Roo, Юкатан).

## Описание
Посещают цветы Viguera dentata. Название вида дано в честь культуры Майя. Не используют жало при защите. Хотя жало у них сохранилось, но в сильно редуцированном виде.